# أبو راكة
أبو راكة أحد مراكز محافظة ميسان في منطقة مكة المكرمة جنوب غرب المملكة العربية السعودية، وتشتهر بزراعة النخيل والأراك.

## الموقع الجغرافي
تقع أبوراكة جنوب شرق مدينة الطائف على طريقين رئيسيين هما طريق الطائف – أبها وطريق الطائف – تربة وتبعد عن الطائف حوالي 90 كيلومتراً ويبلغ ارتفاعها حوالي 1380 متر عن سطح البحر وطبيعة هذه المنطقة صحراوية وجبلية على نصفين تتخللها بعض الأودية المنحدرة من أعالي جبال السراة.

## التأسيس
تأسس مركز الإمارة بها والمسمى مركز أبو راكة عام 1385 ويتبع لمحافظة ميسان بمنطقة مكة المكرمة. ويحدها من الغرب مركز قيا، ومن أشهر قراها ناهية بو رميث قرية الخيالة اربخان الخمرة والجبلات شوقب نشران معشوراء الحرث السليم الأعلى والأسفل ماردة المسماة قصد جليل أم موسى نواخ الضحايا الرشاة العشيرية ظهي رويعات زريق وادي عمق أهرة ل فرحان أم الذوينيات لدليعسية وقرضة المقرح وغيرها.

## القرى التابعة لها
- مركز أبو راكه

وهي المنطقة الإدارية وبها معظم الدوائر الحكومية من مدارس بنين وبنات حتى المرحلة الثانوية ومركز الأمارة والمستوصف والجمعيات وبها سوق أبو راكة الذي يقام كل خميس من كل اسبوع
- قرية بـوا وقرية معشورا وتربة الحرث وسليم الاعلا
- قرية الخمرة.
- مرة (قرية)
- قرية الخيالة وقرية بذال وربخان ونو أخ وصدى
- قرية أبورميث
- قرية ناهيه وقريه نواهي وقريه جريب وقرية عانا
- قرية جليل
- قرية تربه وقرية مارده وقرية المشقر
- قريه شوقب وقريه نشران
- قرية جبلات
- قرية الإمرة ـ بكسر الام وتشديد الميم

## الأماكن الأثرية
- رويعات زريق وبها حصون واثار قديمة
- شوقب ونشران
- بوى وبها مناطق اثرية وقلاع وحصون
- جبل المعملة وبه اثار حصون ومساكن قديمة
- جبل الخيالة وبه حصون في اعلى الجبل

## التقسيم الجغرافي

### الأودية
- وادي ضراء وهو من الأودية الكبيرة
- وادي بوا
- وادي نشران
- وادي شوقب

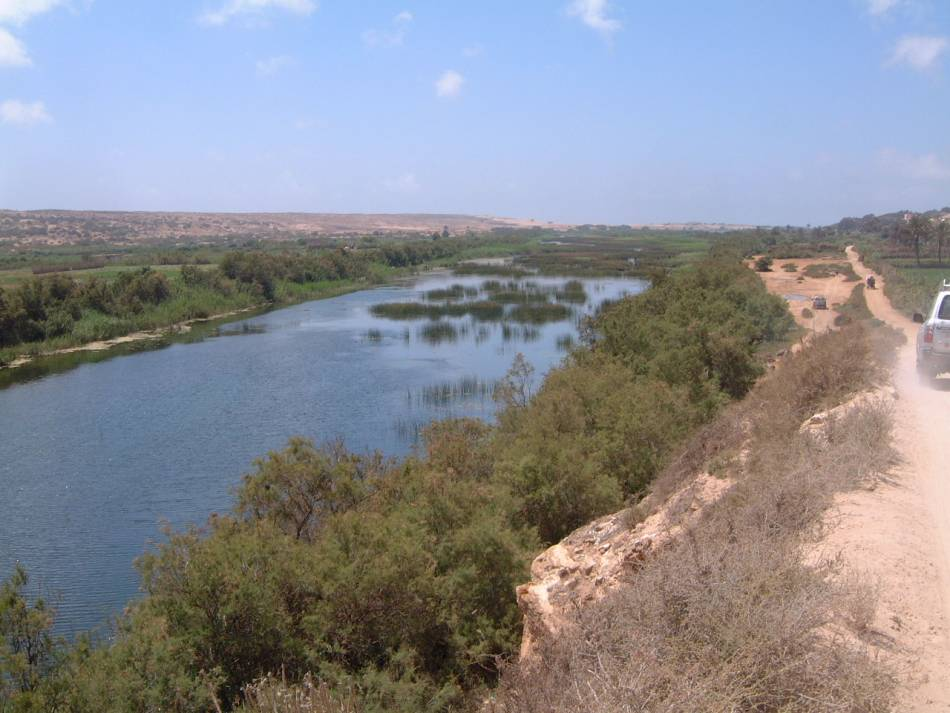
صورة لوادي ضراء.

- وادي الخمرة ويعتبر الحد الفاصل بين أبو راكة ومدينة تربة وجميع هذه الاودية الخمس تصب في وادي تربة

وهناك اودية صغيرة كثيرة منها:
- وادي عمق
- وادي ناهية
- وادي الثيل
- وادي قصد وتصب جميعها في وادي ضراء

### الجبال
- جبال الجثة وهي سلسلة جبال يتراوح طولها 15 كيلا وعرضها حوالي 8 كيلو مترات
- جبل عــِن وهو يقع في منطقة صحراوية يقال لها(الرقة) وتجد بداخلها آبار وموارد مائية
- جبل ســـاق ويقع بالقرب من جبل عن
- وجبال تفقا
- جبل المعملة منطقة اثرية تابعة لقسم الآثار وبه قرية اثرية
- جبل القنه
- وجبل بذال
- وجبل السودوين
- جبال أمهات حمر
- جبال تغوث
- جبال الخيالة

## المناخ
| المناخ في أبو راكة | المناخ في أبو راكة | المناخ في أبو راكة | المناخ في أبو راكة | المناخ في أبو راكة | المناخ في أبو راكة | المناخ في أبو راكة | المناخ في أبو راكة | المناخ في أبو راكة | المناخ في أبو راكة | المناخ في أبو راكة | المناخ في أبو راكة | المناخ في أبو راكة |
| درجة الحرارة       | درجة الحرارة       | درجة الحرارة       | درجة الحرارة       | درجة الحرارة       | درجة الحرارة       | درجة الحرارة       | درجة الحرارة       | درجة الحرارة       | درجة الحرارة       | درجة الحرارة       | درجة الحرارة       | درجة الحرارة       |
| شهر                | يناير              | فبراير             | مارس               | أبريل              | مايو               | يونيو              | يوليو              | أغسطس              | سبتمبر             | أكتوبر             | نوفمبر             | ديسمبر             |
| ------------------ | ------------------ | ------------------ | ------------------ | ------------------ | ------------------ | ------------------ | ------------------ | ------------------ | ------------------ | ------------------ | ------------------ | ------------------ |
| العظمى م°          | 23.9               | 25.7               | 28.7               | 31.7               | 35.3               | 38.1               | 37.4               | 37.3               | 36.9               | 31.6               | 27.4               | 24.7               |
| الصغرى م°          | 10.4               | 11.5               | 14.7               | 17.1               | 20.6               | 23.7               | 24.9               | 24.9               | 22.5               | 17.5               | 13.9               | 11.1               |

## وصلات خارجية
- بوابة إمارة مكة المكرمة

## وصلات ذات علاقة
- قرية الخيالة
- وادي بوا
- وادي ضراء
- وادي عمق
- سد وادي تربة